# 乔希·丹尼尔斯
乔舒亚·克里斯托弗·丹尼尔斯（英語：Joshua Christopher Daniels；1996年2月22日—）是一位愛爾蘭足球運動員，在場上的位置是翼鋒。他現在效力於威尔士足球超级联赛球隊新圣人。

## 球會生涯
乔希·丹尼尔斯生於北愛爾蘭德里，在德利城展開其足球生涯。2016年5月，他打進首顆職業進球。2017年8月，他轉投格倫納萬，並在2019年續約至2021年。
2020年8月，他轉投英格蘭球會谢斯伯利，2020年9月4日首次代表球隊上場參加英格蘭聯賽盃對米德尔斯堡。

## 國泰隊生涯
丹尼尔斯曾代表北愛爾蘭U17和U19上場，後來改為代表愛爾蘭U21參加國家隊。